# Luttra
Luttra är kyrkbyn i Luttra socken i Falköpings kommun i Västergötland belägen söder om Falköping.
Luttra kyrka ligger här.